# Großsteingräber bei Liesten
Die Großsteingräber bei Liesten waren sechs megalithische Grabanlagen der jungsteinzeitlichen Tiefstichkeramikkultur bei Liesten, einem Ortsteil von Salzwedel im Altmarkkreis Salzwedel, Sachsen-Anhalt. Alle wurden im 19. Jahrhundert zerstört.

## Lage
Die Gräber 1–3 befanden sich in Richtung Jeggeleben. Grab 1 lag direkt am Weg. Die Gräber 2 und 3 befanden sich näher bei Liesten, unweit des Weges auf dem Flurstück „die Hufen“. Sie lagen nur knapp 25 m voneinander entfernt. In der Nähe dieser drei Gräber befand sich zudem ein heute ebenfalls zerstörter Grabhügel. Die Gräber 4–6 lagen kurz hinter dem nordöstlichen Ortsausgang von Liesten, nahe dem Weg nach Rademin in einer nord-südlich verlaufenden Reihe.

## Forschungsgeschichte
Erstmals dokumentiert wurden die Anlagen in den 1830er Jahren durch Johann Friedrich Danneil. Bei einer erneuten Aufnahme der Großsteingräber der Altmark mussten Eduard Krause und Otto Schoetensack in den 1890er Jahren feststellen, dass alle Gräber in der Zwischenzeit im Zuge der Separation vollständig abgetragen worden waren.

## Beschreibung

### Grab 1
Das Grab besaß eine steinerne Umfassung mit einer Länge von 13,2 m und einer Breite von 7,2 m. Die Grabkammer war fast so lang wie die Umfassung. Es dürfte sich daher um ein Ganggrab gehandelt haben. Einer der Findlinge wies auffällige, wohl natürlich entstandene Vertiefungen auf.

### Grab 2
Grab 2 hatte eine Länge von 6,9 m und eine Breite von 3,5 m. Von der Grabkammer konnte Danneil nur zwei Decksteine erkennen, die Wandsteine waren durch diese offenbar verdeckt. Eine Bestimmung des Grabtyps ist nicht mehr möglich.

### Grab 3
Grab 3 besaß ein Hünenbett mit einer Länge von 10 m und einer Breite von 3,5 m. Dieses barg eine Grabkammer mit einem offenbar schräg angesetzten Gang an einer Langseite, womit die Anlage als Ganggrab anzusprechen wäre. Dieser Befund bereitete Danneil einige Schwierigkeiten, der den Gang irrtümlich als weitere, kleinere Grabkammer interpretierte. Zudem waren die meisten Wandsteine bereits umgekippt, sodass er die genaue Form der Kammer nicht sicher bestimmen konnte. Für die Kammer konnte Danneil noch vier Decksteine ausmachen, zwei weitere für den Gang.

### Grab 4
Das Grab hatte eine Länge von 6,9 m und eine Breite von 3,5 m. Decksteine waren bereits bei Danneils Aufnahme nicht mehr vorhanden. Eine Bestimmung des Grabtyps ist nicht mehr möglich.

### Grab 5
Grab 5 besaß eine steinerne Umfassung mit einer Länge von 32 m und einer Breite von 7,9 m. Die Wächstersteine an den Ecken der Umfassung waren von enormer Größe. Die Grabkammer lag etwa in der Mitte des Hünenbetts. Die Wandsteine waren bei Danneils Aufnahme noch vorhanden, der Deckstein hingegen bereits gesprengt. Maßangaben der Kammer liegen nicht vor. Eine Bestimmung des Grabtyps ist daher nicht mehr möglich.

### Grab 6
Das Grab besaß eine Umfassung mit einer Länge von 13,2 m und einer Breite von 6,6 m. Die Grabkammer war bei Danneils Aufnahme bereits stark beschädigt, sodass er offenbar irrtümlich von drei Grabkammern in einem Hünenbett ausging, von denen die mittlere zwei Decksteine, die beiden äußeren hingegen keine besaß. Krause und Schoetensack vermuteten hingegen, dass es sich lediglich um eine Grabkammer handelte, die vier Decksteine besaß, von denen die beiden äußeren nach innen in die Kammer gekippt waren. Die Anlage wäre somit als Großdolmen oder als Ganggrab anzusprechen.

## Funde
Nach Krause und Schoetensack wurde beim Abräumen der Gräber zwischen Liesten und Jeggeleben 1869 ein Beil aus geschliffenem grauen Feuerstein gefunden. Es hatte eine Länge von 15,7 cm, eine Breite von 6,6 cm und eine Dicke von 1,9 cm. Der Fund kam als Leihgabe des Finders in das Altmärkische Museum nach Stendal.

## Die Gräber in regionalen Sagen
Nach Danneil rankte sich um den markanten Findling von Grab 1 die Sage, dass er von der Kette eines versunkenen Brautwagens umschlungen sei, während der Stein selbst die Braut wäre. Das Grab stellt somit ein Beispiel für die Sage der versteinerten Hochzeitsgesellschaft dar, die häufiger mit Großsteingräbern in Verbindung gebracht wird, etwa bei der Glaner Braut, der Visbeker Braut und dem Visbeker Bräutigam.